# Alfred Balcke
Alfred Julian Balcke (ur. 1 maja 1857 w Berlinie, zm. 20 lipca 1909 tamże) – niemiecki architekt, absolwent Berlińskiej Akademii Budownictwa. Specjalizował się w projektowaniu w stylu niemieckiego neorenesansu. Pełnił funkcję Honorowego Asystenta na Politechnice w Berlinie-Charlottenburgu. Pracował w berlińskiej firmie projektowej Ende i Böckmann i berlińskiej firmie architektonicznej Schulz & Schlichting.

## Ważniejsze realizacje
- wnętrze Sali Reprezentacyjnej Wielkiej Berlińskiej Wystawy Sztuki na dworcu Lehrter Bahnhof (1903 r.);

- dom Kempińskiego przy Leipzigerstrasse (1906),
- dom Cornelie Andrenits (1901),
- dom w Altenhoff (1904),
- Pałac braci Karola i Emila Steinertów w Łodzi przy ul. Piotrkowskiej 272 a i b, 1909–1910,
- przypuszczalnie willa Reinholda Richtera przy ul. Placowej 6/8 (obecnie ul. Skorupki 6/8), proj. 1904 r., która przypisywana jest I.S. Stebelskiemu[1].